# Dramaturgie
Der Begriff Dramaturgie (von griechisch δραματουργία drāmatūrgía „dramatische Darstellung“) hat heute mehrere Bedeutungen, u. a. Schauspielkunde, Wissenschaft von der Kunst des Dramas und des Theaters. Der Duden listet folgende Bedeutungen:
- Lehre von der äußeren Bauform und den Gesetzmäßigkeiten der inneren Struktur des Dramas
- dramatische Gestalt, dramatische Struktur eines Dramas, [Fernseh]films, Hörspiels o. Ä.
- Abteilung der beim Theater, Funk oder Fernsehen beschäftigten Dramaturgen[2]

Ursprünglich bezieht sich der Begriff auf die Komposition von Dramen.
Nach Gottfried Fischborn lässt sich der Begriff auf alle prozessualen und strukturierten Tätigkeiten, kommunikativen Akte (die Sprechakte eingeschlossen), Geschehnisfolgen und Vorgänge im gesellschaftlichen wie im individuellen Leben der Menschen beziehen, in der Sphäre der symbolischen Repräsentation wie in der des Alltags, in der Realität wie in den Künsten. Unabdingbar für die Anwendbarkeit des Begriffes seien raum-zeitliche Strukturiertheit (Gestalt) und Kommunikativität – völlig unstrukturierte Abläufe oder solche ohne kommunikative Intention bzw. Wirkung haben auch keine Dramaturgie.
Demnach käme den folgenden Produkten und Aktivitäten eine „Dramaturgie-Qualität“ zu:
- literarisch fixierten Texten, insbesondere Dramen und Drehbüchern;
- der Aufführung eines Dramas im Theater oder in anderen Medien;
- dem gesamten Komplex der (nach Richard Schechner) öffentlichen Aufführungsaktivitäten (public performance activities) also außer Theater freies Spiel, Spiel nach Regeln, Sportveranstaltungen, theatral ausgestaltete Rituale, Performances und politische Shows;[4]
- dem gesamten Bereich der symbolisch besetzten Kommunikation, Repräsentation und Reflexivität;
- weiteren sozialen, anthropologischen und individualpsychologischen Phänomenen, sofern sie, nach Zeit und Raum strukturiert, ereignishaft ablaufen.[5]

## Theater
Dramaturgie bezeichnet auch den Arbeitsbereich der Dramaturgen am Theater oder beim Film. Die Abteilung Dramaturgie ist verantwortlich für die inhaltlich-konzeptionelle Ausrichtung eines Theaters. In enger Zusammenarbeit mit der Theaterleitung entwickelt die Dramaturgie ein Profil, das in erster Linie durch den Spielplan repräsentiert wird. Darüber hinaus umfasst die Arbeit der Dramaturgie im heutigen Theaterbetrieb komplexe Aufgaben, die je nach Theater unterschiedlich gewichtet werden. Wesentliche Punkte sind 
- Lektüre und Auswahl von geeigneten Werken für den Spielplan
- Autorenförderung, Zusammenarbeit mit Komponisten
- Suche nach Regisseuren, Bühnenbildnern etc.
- Bearbeitung und Übersetzung von Dramentexten; im Musiktheater Einrichtung von Opern oder Libretti (Strichfassung = Festlegung von Kürzungen), in der Oper    Entwicklung von Übertiteln
- Erschließung von Hintergrundwissen und -material für das Regieteam und die Darsteller
- Betreuung der Probenarbeit (im Rahmen der Produktionsdramaturgie), enge Zusammenarbeit mit dem Regisseur
- Entwicklung von Projekten (Recherche, Entwicklung von Texten in enger Zusammenarbeit mit der Regie und den Darstellern)
- Erstellung und Redaktion des Programmheftes und anderer Publikationen
- ggf. Etat-Verantwortlichkeit für die Produktionen (das ist an den Theatern unterschiedlich geregelt)
- Presse- und Öffentlichkeitsarbeit
- Einführungsveranstaltungen, Publikumsgespräche
- Durchführen einer Dramaturgiesitzung

Neben diesen spezifischen Aufgaben sind Dramaturgen meist in Entscheidungsprozesse der Theaterleitung auf vielen Gebieten eingebunden, auf der anderen Seite in vielen Fragen auch Ansprechpartner für die Mitglieder des Ensembles.

## Film
Im Bereich der Film- und Fernsehproduktion werden dramaturgische Kenntnisse vor allem bei der Entwicklung neuer Drehbücher benötigt. 
Zur Aufgabe fest angestellter Dramaturgen gehört die Suche nach neuen Stoffen sowie die Betreuung der in Entwicklung befindlichen Drehbücher. Allerdings sind ausgewiesene Fachleute in der Branche im deutschsprachigen Raum eher selten. Es gibt nur wenige in Produktionsfirmen fest angestellte Dramaturgen oder Head of Developments. Meist wird die Drehbuchentwicklung von Produzenten und Producern betrieben, die dafür aber nicht immer ausreichend ausgebildet sind. 
Freie Dramaturgen firmieren in Deutschland oft auch unter der Berufsbezeichnung „Script Consultant“. Die Aufgabe des Script Consultants besteht darin, eine vorliegende Drehbuchfassung zu analysieren und sich mit allen relevanten Aspekten eines Filmprojekts wie z. B. Figuren, Thema und Struktur detailliert und ausführlich auseinanderzusetzen und dabei Stärken und Schwächen aufzuzeigen. Die Ergebnisse dieser Analyse werden meistens schriftlich festgehalten, vor allem aber wird in einem konstruktiven Gespräch mit dem Autor, dem Produzenten und manchmal dem Regisseur nach Lösungsansätzen gesucht.
Der Verband für Film- und Fernsehdramaturgie (VeDRA) versammelt professionelle Dramaturgen in Deutschland, Österreich und der Schweiz.

## Dramaturgien als Schriften
Als Dramaturgie werden auch Anleitungen zum Verfassen oder zum Verständnis von dramatischen Texten verstanden. Als klassische Texte gelten etwa die Poetik (um 335 v. Chr.) von Aristoteles, Gotthold Ephraim Lessings Hamburgische Dramaturgie (1767–69), Passagen aus Georg Wilhelm Friedrich Hegels Vorlesungen über die Ästhetik (1835–38) oder Bertolt Brechts Kleines Organon für das Theater (1946).

## Geschichte
Die Forderung nach einer Dramaturgie im Theater formulierte erstmals Johann Elias Schlegel. Gotthold Ephraim Lessing übte das Amt als Dramaturg am Hamburger Nationaltheater aus und benannte seine Tätigkeitsfelder auch erstmals in der Hamburgischen Dramaturgie. Er betonte dabei die Beschäftigung mit dramatischer Literatur und ästhetischen Theorien, den Entwurf eines aktuell bezogenen Spielplans und die Reflexion über das Theater an sich. In gewissem Sinn kann man auch Goethe und Schiller als Dramaturgen bezeichnen; wie Lessing schrieben beide Dramentexte, entwickelten aber auch programmatische Überlegungen über das Theater. Erste Dramaturgen waren neben Lessing Joseph Schreyvogel, Ludwig Tieck, Karl Immermann, später Heinrich Laube und Otto Brahm. 
Im Zuge der Entwicklung der Regie diversifizierten sich die oben aufgeführten Aufgaben des Dramaturgen seit Beginn des 20. Jahrhunderts immer weiter. Mit Brechts Arbeit am Berliner Ensemble wurde die produktionsbezogene Arbeit des Dramaturgen eingeführt, die schließlich nach 1968 allgemein Einzug an deutschen Theatern hielt. Gleichzeitig fand eine Verwissenschaftlichung des Berufs statt; Aufgabe des Dramaturgen ist dabei, wissenschaftliche Erkenntnisse aus verschiedenen Disziplinen für den schöpferischen Prozess der Entstehung von Theater zugänglich und nutzbar zu machen. Auch in diesem Sinn gewann die Aufgabe der Produktionsbetreuung an Bedeutung. 
Das Berufsbild des Theaterdramaturgen ist heute parallel zur inhaltlichen und strukturellen Umorientierung der Institution in einem ständigen Wandel begriffen. Der Beruf ist einerseits von zunehmender Komplexität gekennzeichnet, was besonders im Bereich der Öffentlichkeitsarbeit und dem auch für Theater immer wichtiger werdenden Marketing in letzter Zeit zur Ausgliederung klassischer Arbeitsfelder des Dramaturgen und Kooperation mit spezialisierten Dienstleistern (z. B. PR-, Script- oder Casting-Agenturen) geführt hat. Zum anderen entstehen neue Betätigungsfelder für Dramaturgen, beispielsweise durch die Zunahme von Projekten in den Spielplänen der Stadt- und Staatstheater, die in der Regel in enger Zusammenarbeit zwischen Regie und Dramaturgie entwickelt werden.
In der freien Szene gleicht die Rolle des Dramaturgen eher der des Kurators, der von der Stoffentwicklung bis zur Premiere die inhaltliche Verantwortung für das Projekt trägt und zugleich adäquate Marketingstrategien entwickelt. Ein Tätigkeitsfeld für Dramaturgen, das an Bedeutung gewinnt, sind Festivals, wobei auch hier eher kuratiert als im klassischen Sinne dramaturgisch gearbeitet wird. 
Beim  Film und Computerspiel nimmt die Nachfrage und Bedeutung von Dramaturgie stetig zu. Dies ist in der wachsenden Professionalisierung und Differenzierung des Produktionsprozesses begründet.

### Allgemein
- Gottfried Müller: Dramaturgie des Theaters des Hörspiels und des Films: Mit einem Beitrag von Wolfgang Liebeneiner. 6., aktualisierte und erweiterte Auflage. Konrad Triltsch Verlag, 1962 [1. Aufl. 1938], ISBN 978-3-15-010662-4
- Gottfried Fischborn: Theatralität – Dramaturgie – Dramatisierung. In: derselbe: Politische Kultur und Theatralität. Peter Lang, Frankfurt am Main 2012, ISBN 978-3-631-63251-2, S. 15–24.
- Lajos Egri, Kerstin Winter: Dramatisches Schreiben. Theater – Film – Roman [1946]. Autorenhaus Verlag, Berlin 2003, ISBN 3-932909-58-5
- Bernd Stegemann: Dramaturgie. Theater der Zeit, Berlin 2009, ISBN 978-3-940737-34-2.
- Evelyn Deutsch-Schreiner: Theaterdramaturgien von der Aufklärung bis zur Gegenwart. Wien: Böhlau 2016, ISBN 978-3-205-20260-8

### Theatertext
- Gustav Freytag: Die Technik des Dramas. 1863 (Digitalisat).
- Peter Roessler, Konstantin Kaiser (Hrsg.): Dramaturgie der Demokratie. Theaterkonzeptionen des österreichischen Exils. promedia, Wien 1989, ISBN 3-900 478-24-4.
- Manfred Pfister: Das Drama. Theorie und Analyse, München 2001 (11. Auflage), ISBN 3-8252-0580-0.

### Drehbuch
- Peter Rabenalt: Filmdramaturgie. Vista 1999; Überarbeitete Neuausgabe im Alexander Verlag, Berlin|Köln, 2011, ISBN 978-3-89581-243-9.
- Richard Blank, Drehbuch. Alles auf Anfang – Abschied von der klassischen Dramaturgie. Alexander Verlag, Berlin|Köln, 2011, ISBN 978-3-89581-241-5.
- Jean-Claude Carrière/Pascal Bonitzer: Drehbuchschreiben und Geschichtenerzählen. Alexander Verlag, Berlin|Köln, 2011, ISBN 978-3-89581-244-6.
- Robert McKee: STORY. Die Prinzipien des Drehbuchschreibens. 2000, ISBN 3-89581-045-2.
- Linda Seger: Von der Figur zum Charakter. Alexander Verlag, Berlin|Köln 1999, ISBN 3-89581-034-7.
- Michaela Krützen: Dramaturgie des Films. Wie Hollywood erzählt. Fischer, Frankfurt am Main 2004, ISBN 3-596-16021-9.
- Frank Sagawe: Drehbuchkonzepte im Vergleich. Eine Untersuchung von Handbüchern zur Drehbuchschulung. VDM Verlag Dr. Müller, Saarbrücken 2007, ISBN 978-3-8364-0613-0.
- Jürgen Mohring: Dramaturgie made in Hollywood – oder: Wie werden Erfolgsfilme gemacht? 2007, ISBN 978-3-8334-8499-5.
- Kerstin Stutterheim, Silke Kaiser: Handbuch der Filmdramaturgie. Peter Lang, Frankfurt am Main 2009, ISBN 978-3-631-57239-9.
- Gunther Eschke, Rudolf Bohne: Bleiben Sie dran! Dramaturgie von TV Serien. UVK, Konstanz 2010, ISBN 978-3-86764-176-0.
- Jens Eder: Dramaturgie des populären Films. Drehbuchpraxis und Filmtheorie. 3. Aufl. Lit, Hamburg, Münster 2009. Online.